# Dianne Pilkington

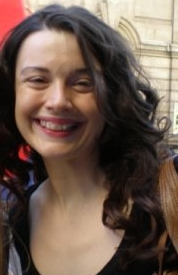
Dianne Pilkington

Dianne Pilkington (* 7. Juni 1975 in Wigan, England) ist eine britische Musicaldarstellerin und Schauspielerin.

## Wirken
Pilkington wurde in Wigan geboren. Sie studierte an der Guildford School of Acting. Nach Abschluss ihres Studiums wurde sie Mitglied des Ensembles von Les Misérables am Palace Theatre, wo sie auch als Zweitbesetzung der 'Fantine' und 'Cosette' zu sehen war.
Im Bereich Musical und Theater im Westend spielte sie auch 'Marion Dewy' in Tess am Savoy Theatre, 'Bettlerin' in Sweeney Todd am Bridewell Theatre, 'Protestantin' in The Beautiful Game am Cambridge Theatre, 'Kim' in Taboo am Victoria Palace Theatre, 'Mary' in Tonight's The Night am Victoria Palace Theatre, 'Schneewittchen' in Schneewittchen und die Sieben Zwerge am Victoria Palace Theatre, und 'Belinda' in The Far Pavilions am Shaftesbury Theatre.
In Tourproduktionen spielte sie Belle in The Beauty and the beast und Grizabella in Cats.
In Workshops sang sie 'Hope' in Urinetown, 'Tonya' in Dr Zhivago, 'Helen' in Helen of Troy, 'Charlotte' in Charlotte - Life or Theatre?, und 'Meg' in Love Never Dies. Zusammen mit Boy George in war sie im Concert at the Albert Hall zu sehen.
Dianne Pilkington ist vor allem bekannt als Erstbesetzung der „Glinda“ im Broadwaymusical Wicked - Die Hexen von Oz im Victoria Apollo Theatre in London. Sie übernahm am 16. Juli 2007 die Rolle von Helen Dallimore, nachdem sie vorher schon drei Monate deren Zweitbesetzung in der Rolle gewesen war. Diese Rolle spielte sie fast drei Jahre, bevor sie die Show schließlich am 27. März 2010 verließ. Ihre Nachfolgerin als 'Glinda' ist Louise Dearman.
Pilkington zuletzt 'Annabella Schmidt', 'Pamela', und 'Margaret' in The 39 Steps am Criterion Theatre, ihre Premiere war am 26. April 2010.
Im Februar 2010 hatte ihr erster Film Premiere. In Wolfman mit Anthony Hopkins und Emily Blunt spielt Dianne Pilkington eine blinde Opernsängerin.
Pilkington hatte zusätzlich einige Auftritte im Fernsehen, wie in einer West-End-Sonderfolge von Der Schwächste Fliegt, bei Britain’s Got Talent und This Morning, wo sie jeweils Songs aus Wicked präsentierte, und in der The Alan Titchmarsh Show.

## Persönliches Leben
Pilkington heiratete am 10. Oktober 2010 ihren Lebenspartner, den Musiker Jean-Claude Pelletier.

## Auszeichnungen
Pilkington wurde für die 'Beste Übernahmerolle' 2008 durch Wahl der Theaterbesucher nominiert, aber Kerry Ellis (ihr Hauptdarsteller) hat gewonnen. Sie hat mit Alexia Khadime 2009 die Auszeichnung 'Kunst und Kultur Frau der Zukunft' gewonnen.

## Diskografie
| Jahr | Lied(er)                                                      | Album                                                      |
| ---- | ------------------------------------------------------------- | ---------------------------------------------------------- |
| 2002 | „Love Is A Question Mark“, „Pretty Lies“, „Independent Woman“ | Taboo                                                      |
| 2003 | „Reason To Believe“                                           | Tonight’s The Night                                        |
| 2007 | „God’s Own Country“                                           | The Beautiful Game                                         |
| 2008 | „I Only Wish For You“                                         | Act One — Songs From the Musicals of Alexander S. Bermange |
| 2010 |                                                               | „Little Stories“                                           |

## Album
Pilkingtons erstes Soloalbum „Little Stories“ erschien im Dezember 2010.